# Polska służba poczty polowej w wojnie polsko-bolszewickiej
Polska służba poczty polowej w wojnie polsko-bolszewickiej – organizacja i działania poczty polowej w okresie wojny polsko-bolszewickiej.
Służba poczty polowej powołana została 4 lutego 1919 i składała się z Centralnego Zarządu Poczt Polowych w Warszawie, Głównej Poczty Polowej w Warszawie i ekspozytur w Przemyślu, Lwowie i Lublinie. Funkcjonowała w strukturach wojsk frontowych i etapowych. Zapewniała między innymi możliwość kontaktu listowego żołnierzy na froncie z rodzinami i znajomymi w głębi kraju i tym samym utrzymywała pożądany stopień morale żołnierzy.

## Struktura poczty polowej
Służba poczty polowej powołana została rozkazem Ministerstwa Spraw Wojskowych z 4 lutego 1919. 
Skład służby:
- Centralny Zarząd Poczt Polowych w Warszawie – szef: Jan Moszczyński
- Główna Poczta Polowa w Warszawie
  - Ekspozytura w Przemyślu – szef: Stanisław Biegański
  - Ekspozytura we Lwowie – szef: Franciszek Kulma
  - Ekspozytura w Lublinie – szef: Antoni Milli

Organy wykonawcze umocowane były na szczeblu związków operacyjnych i taktycznych. W etacie dywizji piechoty i jazdy znajdowała się poczta polowa o odpowiedniej numeracji podległa bezpośrednio dowódcy.